# Puerta de Zenta
Puerta de Zenta, también llamado Fortaleza de Cianzo, Fortaleza de Puerta de Zenta y Castillo de Senta, es un sitio arqueológico correspondiente a un pucará incaico. Se encuentra sobre una elevación agreste en la confluencia del río Cianzo y el arroyo de Zenta, al pie de la sierra de Zenta, Jujuy, en lo que fuera un área fronteriza inca. Aunque está en un estado ruinoso y afectado por la maleza, muchas estructuras son todavía notorias. 

## Ubicación
Se emplaza sobre una plataforma natural, a 35 metros sobre el fondo del valle, cerca a la confluencia del río Cianzo y el arroyo de Zenta. Corresponde a la sierra de Zenta, Cordillera Oriental, al este de la quebrada de Humahuaca. Su ubicación elevada le otorga un excelente campo visual sobre los valles contiguos. Según el Archivo General de Indias, está a 10 leguas del pueblo de Humahuaca. La altura con respecto al nivel del mar es de aproximadamente 3200 metros. Dentro de la organización administrativa inca, estuvo encuadrado en el Collasuyo. 

## Cronología
Alicia Fernández, quien reportó el sitio en 1983 a partir de los relatos de pobladores locales, lo asignó al periodo de Independencia argentina, como obra de las tropas de Manuel Arias. Sin embargo, no realizó sondeos, revisión exhaustiva de documentación ni excavaciones arqueológicas. Investigaciones posteriores revelaron una autoría y ocupación netamente incaicas.

## Arquitectura
El yacimiento posee una silueta triangular. Está cercado por una muralla en sus lados norte y este, cuyo grosor es de aproximadamente 0,80 metros, con algunos tramos que alcanzan los 1,80 de altura. Cuenta con pequeños bastiones de 4 metros de largo por 4 de ancho; al interior de algunos se ubican banquetas que servían como pedestales. Los bastiones son particularmente frecuentes en la muralla oriental. A su frente, se encuentra una trinchera defensiva. En el lado sur no se precisó de murallas gracias a la existencia de un escarpado barranco natural. 
En el interior existen recintos y muros sueltos muy deteriorados. En el suelo se observan fragmentos alfareros de distintos grupos, como cerámica omaguaca, inca y chicha.

## Función

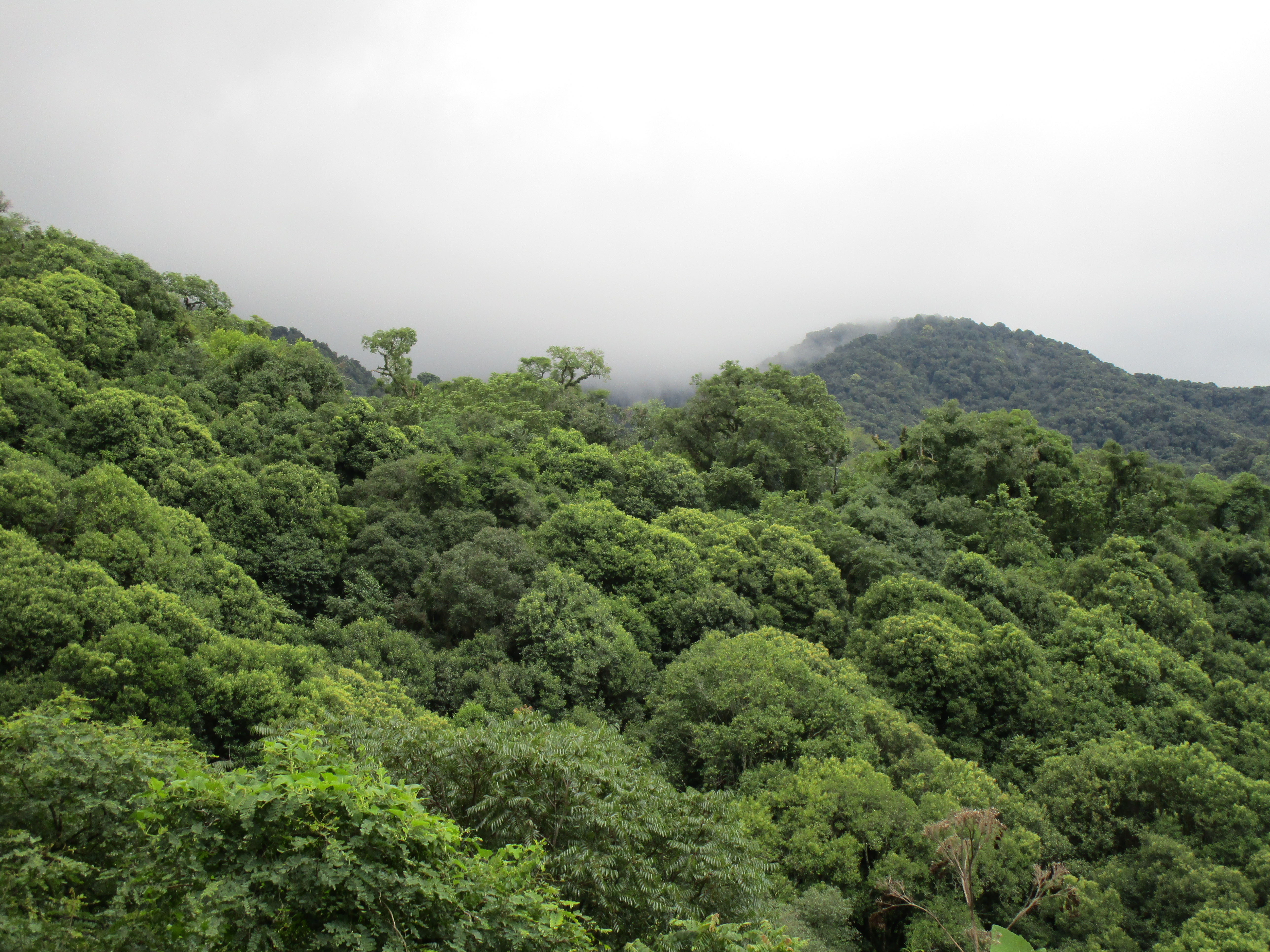
La quebrada de Zenta también conduce hasta el Abra de Zenta, un atajo natural hacia las yungas selváticas.

Puerta de Zenta sirvió como un fuerte fronterizo del Imperio incaico destinado a defender el acceso hacia la estratégica quebrada de Humahuaca desde el este. La fortificación dominaba visualmente el tránsito a través del valle de Cianzo y la quebrada de Zenta, las cuales eran rutas hacia las selvas pedemontanas y, subsecuentemente, el Chaco, territorios poblados por etnias potencialmente hostiles a los incas (como los mataguayos).
En base a los estudios realizados por Waldemar Espinoza, es muy probable que la guarnición estuviera compuesta por soldados chichas, traídos como colonos desde las comarcas altiplánicas.

## Estado actual
El fuerte está en condiciones deplorables. La muralla principal es la estructura en mejor estado, aunque suele presentar un aspecto derruido. A pesar de todo, Puerta de Zenta ha cobrado cierta relevancia turística local, pues forma parte de un circuito que también integra al pueblo de Cianzo y a las pinturas rupestres del Alero Cianzo/Chorro.